# フライブレッド

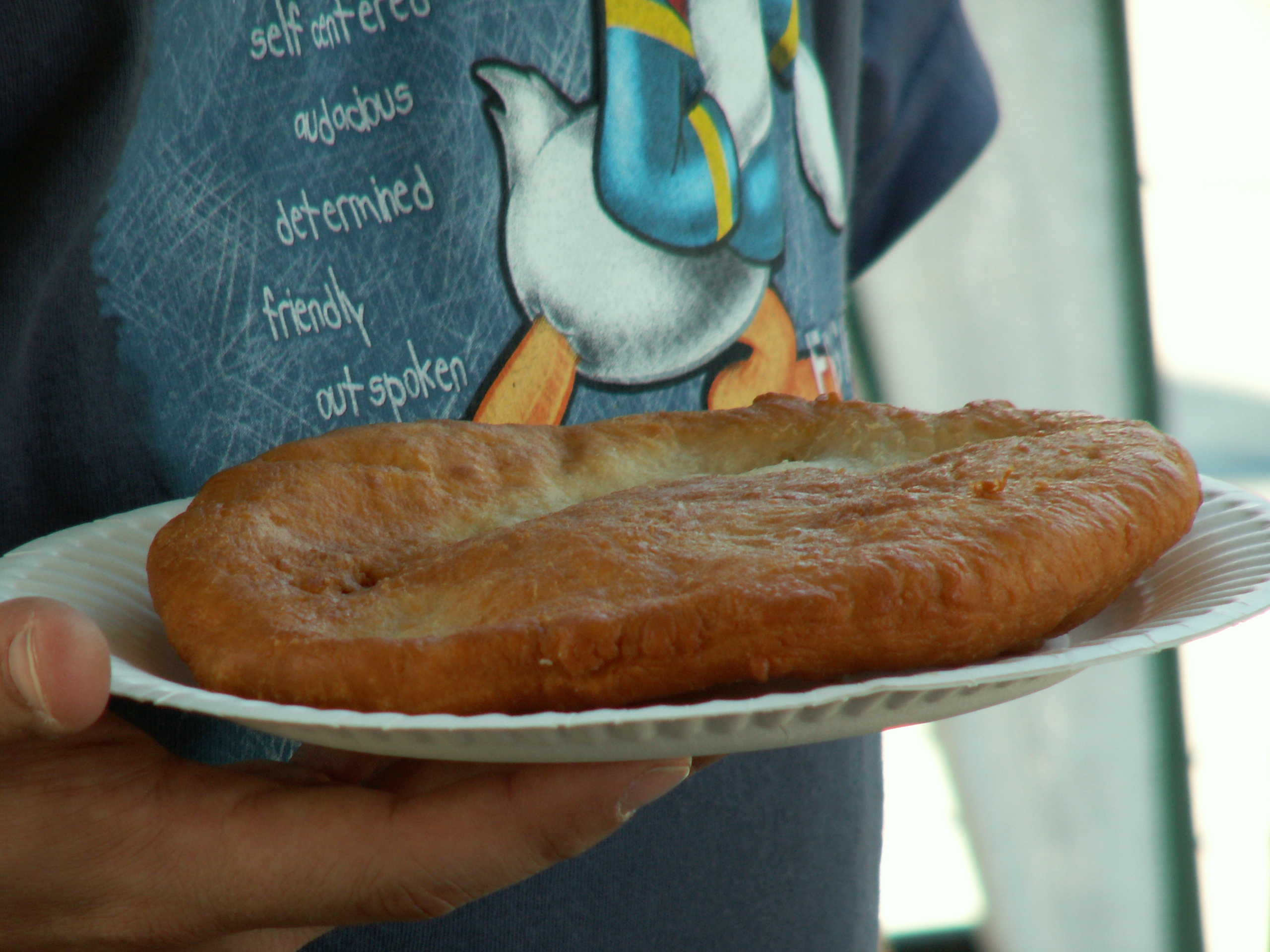
フライブレッドの例

フライブレッド（英語: frybread、fry bread）は、アメリカ合衆国で食されているパン。

## 概要
アメリカ合衆国南西部に先住するインディアン部族であるナバホ族の食とされるが伝統的な料理ではなく、インディアン強制移住の1つである1864年のロング・ウォーク・オブ・ナバホの際にアメリガ合衆国政府から配給された材料で作らざるをえなかった高脂質、高カロリーなパンである。
ニューメキシコ州で食されているソパイピーヤの影響もうかがえる。
サウスダコタ州ではオフィシャルブレッドとされている。

## 作り方の例
1. 牛乳にグラニュー糖を入れ、薄力粉、ベーキングパウダー、塩を振るい入れて、滑らかになるまで混ぜた後に軟らかくなるまでこねる[1]。
2. 生地を分け、厚さ6ミリメートル程度の円形に伸ばし、中央には穴をあける[1]。
3. 鍋に油、ラードなどを入れて熱し、生地の両面を揚げ焼きする[1]。

## 利用法
フライブレッドは、蜂蜜をかけたり、目玉焼きを乗せて食される。

### ナバホタコ

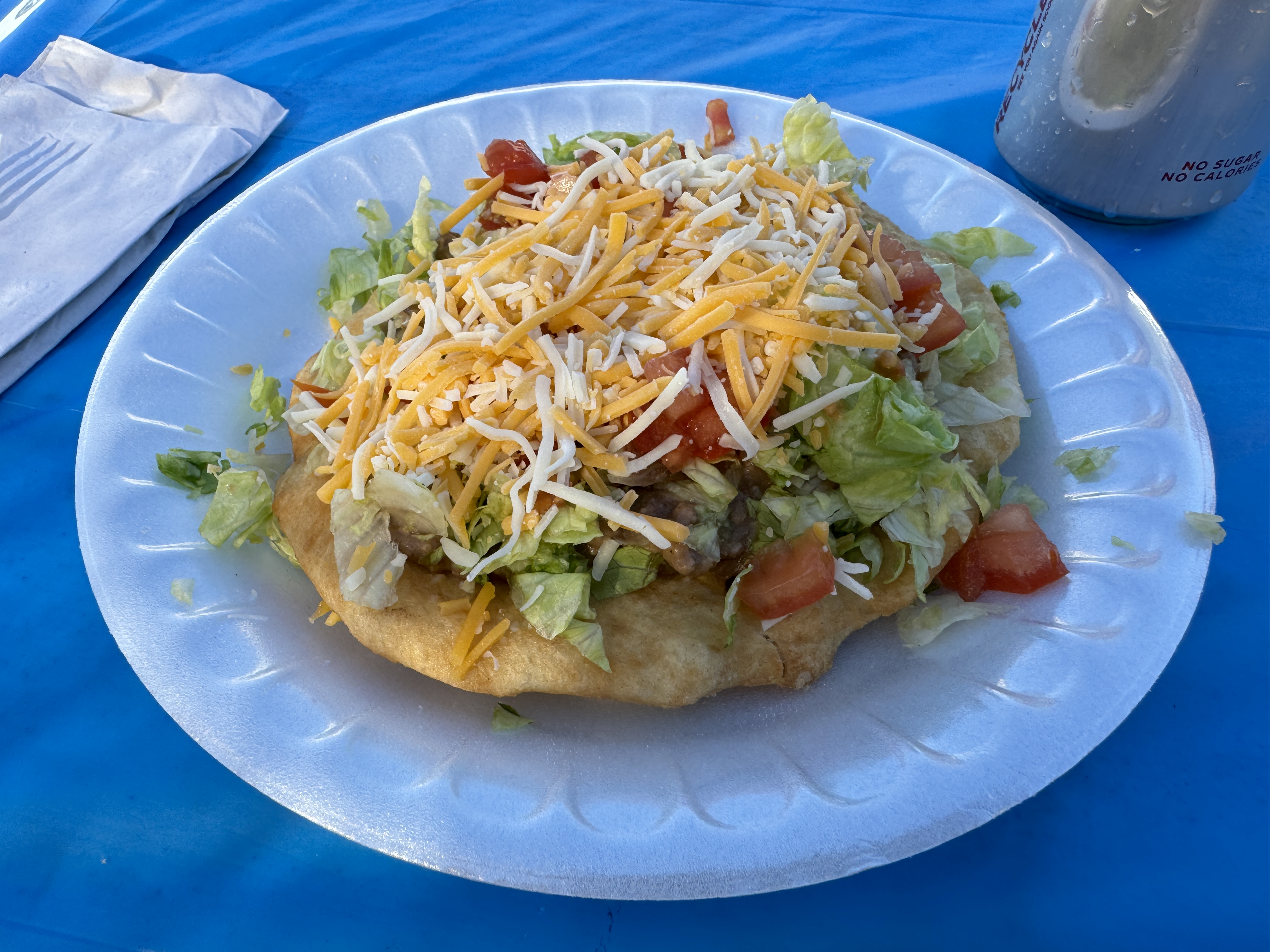
ナバホタコの例

メキシコ料理のタコス同様に、単数形はナバホタコ、複数形はナバホタコスとなる。
タコはトルティーヤに具材を乗せた料理であるが、フライドブレッドに乗せた料理をナバホタコと呼ぶ。インディアン・タコ（Indian taco）とも呼ばれる。